# Siham Tadlaoui
Siham Tadlaoui (en arabe : سهام التدلاوي) de son nom complet Siham Tadlaoui Maaloum, née le 26 janvier 1989 à Fès (Maroc), est une footballeuse internationale marocaine qui joue au poste de milieu de terrain.
Elle est également internationale futsal depuis 2022.

## Carrière en club
Originaire de la ville de Fès, Siham Tadlaoui débute le football au Chabab Atlas Khenifra avec lequel elle fait toutes ses classes et remporte la Coupe du Trône à deux reprises, en 2011 et 2012. En 2013, elle rejoint l'AS FAR avec lequel elle réalise le doublé coupe et championnat. À l'issue de cette saison, elle fait partie des trois nommées pour le titre de meilleure joueuse du championnat. Puis elle fait son retour à Khénifra.
En 2015, elle s'engage avec le Wydad chez qui elle reste une saison avant de prendre la direction du Club municipal de Laâyoune avec lequel elle termine finaliste de la Coupe du Trône 2015-16. Buteuse lors de cette finale face à l'AS FAR, son équipe s'incline sur le sore de 5-2. Avec le club de Laâyoune elle finit également vice-championne du Maroc deux années consécutives, en 2017 et 2018.
Après trois saisons à Laâyoune, elle s'engage avec l'Ittihad Tanger avec lequel elle joue deux saisons puis rejoint Jawharat Najm Larache lors de l'inter-saison 2022.

## Carrière internationale
Siham Tadlaoui est appelée en janvier 2011 par Abid Oubenaissa en équipe du Maroc  pour disputer les qualifications des Jeux olympiques 2020 face à la Tunisie. Le Maroc qui s'est incliné à l'aller 3-0, remporte le match retour en Tunisie sur le score de 1-0, ce qui est insuffisant pour se qualifier au tour suivant. Siham est dans le groupe, mais ne participe pas à la double confrontation.
En décembre 2017, dans le cadre des préparations aux qualifications à la CAN 2018, elle est convoquée par Karim Bencherifa pour disputer deux matchs amicaux à Ouagadougou face au Burkina Faso. Tadloui entre en jeu dans chacune des deux rencontres remportées par le Maroc (2-1 puis 2-0).
Quelques mois plus tard, la sélection s'envole pour Dakar pour affronter deux fois le Sénégal. Le Maroc remporte la première manche (3-2) mais s'incline lors de la seconde (1-0). Siham est titulaire lors de la première rencontre le 14 mars 2018.
Puis, le 2 avril 2018 à Kénitra, elle inscrit ses premiers buts internationaux en match amical contre la Gambie. C'est elle qui marque les deux buts marocains dont un sur pénalty. C'est son dernier match avec la sélection.

### Équipe du Maroc futsal
Après avoir connu l'équipe du Maroc de football classique, Siham Tadlaoui est appelée par Hassan Rhouila en équipe du Maroc futsal, sélection qui vient de voir le jour.
Début mars 2022, le Maroc est invité par le Bahreïn pour une double confrontation amicale à Manama. Siham prend part aux deux matchs en tant que capitaine, et marque dans chacune des deux rencontres,.
Quasiment un an plus tard, la sélection affronte l'Argentine dans une double confrontation amicale les 17 et 18 mars 2024 au Complexe Mohammed VI. Le Maroc s'incline lors des deux rencontres. La première sur le score de 6 buts à 1 et la deuxième dans les derniers instants du match sur le score de 5 buts à 4.
Quelques mois plus tard, en juin, Adil Sayeh qui vient d'être nommé à la tête de la sélection la convoque pour disputer un tournoi international en Croatie dans la ville de Poreč à l'issue duquel le Maroc termine à la 5e place,.
Durant le mois d'août de la même année, elle est sélectionnée pour disputer un tournoi international au Brésil, qui connaît la participation du pays organisateur, de l'Argentine et du Paraguay. Le Maroc termine à la 4e place et Siham Tadlaoui prend part à l'ensemble des rencontres. Le mois qui suit, l'équipe nationale se déplace à Madrid pour affronter l'Espagne dans une double confrontation amicale les 10 et 11 septembre. Le Maroc s'incline lors des deux rencontres. La première, sur le score de 10-1, tandis que la deuxième voit les Espagnoles s'imposer 6 à 0.

#### Coupe d'Afrique des nations 2025: le Maroc sacré
Dans le cadre des préparations à la CAN 2025, le Maroc reçoit le Sénégal pour deux matchs amicaux, les 25 et 26 mars au Complexe Mohammed VI. Le Maroc remporte les deux rencontres (13-0 puis 6-2). Convoquée, Siham Tadlaoui participe aux deux matchs et marque un but lors de la deuxième rencontre,.
Le 12 avril 2025, la fédération marocaine annonce la liste des joueuses sélectionnées pour disputer la CAN. Siham Tadlaoui fait partie des joueuses retenues par Adil Sayeh,.
Après s'être imposé face à la Namibie (8-1) et le Cameroun (7-1) en phase de groupe, le Maroc élimine l'Angola en demi-finale (5-1) et décroche ainsi sa qualification pour la Coupe du monde 2025. Les Marocaines remporte le tournoi après avoir vaincu les Tanzaniennes en finale (3-2),,,. Siham Tadlaoui, qui participe à toutes les rencontres, inscrit deux buts durant la compétition (face à la Namibie et au Cameroun).

#### Coupe du monde 2025
Dans le cadre des préparations à la Coupe du monde 2025, elle est sélectionnée pour participer à un tournoi international en Croatie du 18 au 22 juin 2025. Le Maroc termine troisième de ce tournoi après deux victoires contre la Croatie (3-2) et contre le Groenland (5-0) et deux défaites contre la Pologne (4-1) et la République tchèque (3-0). Hormis le match contre le Groenland, Tadlaoui participe aux autres rencontres et inscrit un but face à la Croatie.

## Statistiques

### En sélection

#### Équipe du Maroc
Le tableau suivant liste les rencontres de l'équipe du Maroc auxquelles Siham Tadlaoui a pris part depuis le 27 décembre 2017 jusqu'à présent.
| # | Date             | Stade                                  | Adversaire   | Résultat | Minutes | Compétition  | Buts | Passes | Club  |
| - | ---------------- | -------------------------------------- | ------------ | -------- | ------- | ------------ | ---- | ------ | ----- |
| 1 | 27 décembre 2017 | Centre Technique National, Ouagadougou | Burkina Faso | 1 – 2    | -       | Match amical | 0    | 0      | CMLFF |
| 2 | 29 décembre 2017 | Stade du 4-Août, Ouagadougou           | Burkina Faso | 0 – 2    | -       | Match amical | 0    | 0      | idem  |
| 3 | 14 mars 2018     | Centre Toubab Dialaw, Yenne            | Sénégal      | 2 – 3    | -       | Match amical | 0    | 0      | idem  |
| 4 | 16 mars 2018     | Stade Al Djigo, Pikine                 | Sénégal      | 1 – 0    | -       | Match amical | 0    | 0      | idem  |
| 5 | 2 avril 2018     | Stade municipal de Kénitra             | Gambie       | 2 – 1    | -       | Match amical | 2    | 0      | idem  |

| Résultat : - G = Match gagné - N = Match nul - P = Match perdu |

## Palmarès
| CA Khénifra (2)                                         | AS FAR (2)                                                                                    | CM Laâyoune                                                                                        | Équipe du Maroc futsal (1)                                                       |
| ------------------------------------------------------- | --------------------------------------------------------------------------------------------- | -------------------------------------------------------------------------------------------------- | -------------------------------------------------------------------------------- |
| - Coupe du Trône (2) : - Vainqueur : 2010-11 et 2011-12 | - Championnat du Maroc (1) : - Championne : 2014 - Coupe du Trône (1) : - Vainqueur : 2012-13 | - Championnat du Maroc : - Vice-championne : 2017 et 2018 - Coupe du Trône : - Finaliste : 2015-16 | - Coupe d'Afrique (1) - Championne : 2025 - Tournoi de Croatie - 3e place : 2025 |